# Interior (topologia)

O ponto x está no interior de S.
O ponto y está na borda de S.

Em topologia, o interior de um subespaço topológico S de X é o maior aberto contido em S.

## Definição

### Espaços métricos
Em espaços métricos, define-se o interior de um conjunto {\displaystyle X} (denotado por Int X) como sendo o maior conjunto aberto contido em {\displaystyle X} (Int X {\displaystyle \subseteq } X). O interior de {\displaystyle X} também pode ser descrito como o conjunto de todos os pontos do qual {\displaystyle X} é uma vizinhança.

## Propriedades
- O interior de s é a união de todos os abertos contidos em S;
- O interior de s é o fecho de S menos a sua fronteira.